# أعلى شقصة

تعديل مصدري - تعديل

أعلى شقصة هي إحدى قرى عزلة القارة بمديرية رصد التابعة لمحافظة أبين، بلغ تعداد سكانها 210 نسمة حسب تعداد اليمن لعام 2004.